# لاري أدلر
لاري أدلر (بالإنجليزية: Larry Adler) (و. 1914 – 2001 م) هو ملحن، وممثل، وموسيقي، وممثل أفلام، ومؤلفو موسيقى تصويرية، من الولايات المتحدة الأمريكية، ولد في بالتيمور، ماريلاند، توفي في لندن، عن عمر يناهز 87 عاماً.

## وصلات خارجية
- لاري أدلر على موقع IMDb (الإنجليزية)
- لاري أدلر على موقع الموسوعة البريطانية (الإنجليزية)
- لاري أدلر على موقع ألو سيني (الفرنسية)
- لاري أدلر على موقع ميوزك برينز (الإنجليزية)
- لاري أدلر على موقع أول موفي (الإنجليزية)
- لاري أدلر على موقع قاعدة بيانات برودواي على الإنترنت (الإنجليزية)
- لاري أدلر على موقع قاعدة بيانات الأفلام السويدية (السويدية)
- لاري أدلر على موقع إن إن دي بي (الإنجليزية)
- لاري أدلر على موقع أول ميوزيك (الإنجليزية)
- لاري أدلر على موقع ديسكوغز (الإنجليزية)